# Ceresara
Ceresara là một đô thị tại tỉnh Mantova trong vùng Lombardia của Italia, có vị trí cách khoảng 110 km về phía đông của Milano và khoảng 20 km về phía tây bắc của Mantova. Tại thời điểm ngày 31 tháng 12 năm 2004, đô thị này có dân số 2.544 người và diện tích là 37,8 km².
Đô thị Ceresara có các frazioni (các đơn vị trực thuộc, chủ yếu là các làng) San Martino Gusnago and Villa Cappella.
Ceresara giáp các đô thị: Casaloldo, Castel Goffredo, Gazoldo degli Ippoliti, Goito, Guidizzolo, Medole, Piubega, Rodigo.